# Сијамски близанци
Сијамски близанци су једнојајчани близанци чија су тела спојена у материци (in utero). То је изузетно ретка појава; процењује се да се догађа између 1 у 49.000 рођења и 1 у 189.000 рођења, с нешто већом учесталошћу у југозападној Азији и Африци. Приближно половина је мртворођенчад, а додатна трећина умире у року од 24 сата. Већина живорођених је женског пола, у односу 3 : 1.
Постоје две супротне теорије којима се објашњава порекло сијамских близанаца. Уопштеније прихваћена теорија је фисија, у којој се оплођена јајна ћелија делимично дели. Друга теорија, за коју се више не верује да је основа сијамских близанаца, јест фузија, у којој се оплођена јајна ћелија потпуно одваја, али матичне ћелије (које траже сличне ћелије) проналазе сличне матичне ћелије на другом близанцу и стапају близанце.
Сијамски близанци деле један заједнички хорион, постељицу и амниотску кесу, иако ове особине нису искључиво за сијамске близанце, пошто постоје неки једнојајчани близанци (који нису сијамски) а који такође деле ове структуре у материци.
Чанг и Енг Бункер (1811—1874), браћа рођена у Сијаму, данас Тајланду, путовали су по свету дуги низ година наступајући у циркусима и означавали се као „Сијамски близанци”. Били су спојени на трупу гомилом меса, хрскавица и стапаним јетрама. Данас би лако могли да се раздвоје. Због славе браће и реткости тог стања, болест је добила име по њима.